# Vaszilij Grigorjevics Zajcev
Vaszilij Grigorjevics Zajcev százados (oroszul: Васи́лий Григо́рьевич За́йцев) (1915. március 23. - 1991. december 15.) orosz származású szovjet katona, aki mesterlövészként vett részt a második világháborúban. Elsősorban a Vörös Hadsereg tagjaként a sztálingrádi csata alatt, 1942. november 10. és december 17. között véghezvitt tettei miatt vált ismertté. Ezen időszakban a szovjet források szerint 225 német (vagy velük szövetséges) katonát és tisztet ölt meg, köztük 11 mesterlövészt. November 10-ét megelőzően már 42 ellenséges katonát lőtt agyon egy normál Moszin–Nagant puskával. 1942 novembere és 1943 januárja között 242 igazoltan halálos találata volt, a tényleges szám még ennél is magasabb lehetett. Ekkorra már tiszt lett, alhadnagyi rendfokozatot viselt.

## Fiatalkora
Zajcev Jelenyinkában, az Urál hegységben született. Vezetékneve és az orosz „nyúl” szó (zajac) azonos tőből fakad. 4 éves korától nagyszülei nevelték, mert szülei eltűntek a sztálini tisztogatások idején. Nagyapjával gyakran jártak vadászni, puskával lőni is tőle tanult meg. Már gyerekként is pontosan kellett céloznia, mert a lőszer drága volt. Később egy magnyitogorszki műszaki középiskolában tanul. 1937-től a Szovjet Haditengerészetnél szolgált. A part menti összecsapásoknál felfedezték kiváló lövészi képességeit. 1942-ben kérelmezte áthelyezését a frontra, a 62. hadsereg 284. gyalogoshadosztályának 1047. gyalogezredébe került.

## Háború
Sztálingrádban gyors sikereket ért el, 10 nap alatt 42 német katonát lőtt le. Az oroszok egy vegyi üzemben mesterlövész-képzést indítottak Zajcev vezetésével. Az általa kiképzett lövészeket „zajcsata"-nak becézték (nyulacskák), és több mint 3000 ellenséges katonával végeztek.
Zajcev 1943 januárjáig szolgált, amikor egy felrobbanó akna megsebesítette a szemét. A neves Filatov professzor meggyógyította, Zajcev pedig visszatért a frontra. A háború végén a Dnyeszter folyónál szolgált századosi rangban. A harcokban nyújtott teljesítményéért megkapta a Szovjetunió Hőse kitüntetést, a Lenin-rendet, a Vörös Zászló érdemrendet kétszer, a Nagy Honvédő Háború érdemrendjét, kitüntették a Sztálingrád védelméért emlékéremmel és a Németország felett aratott győzelem érdeméremmel.

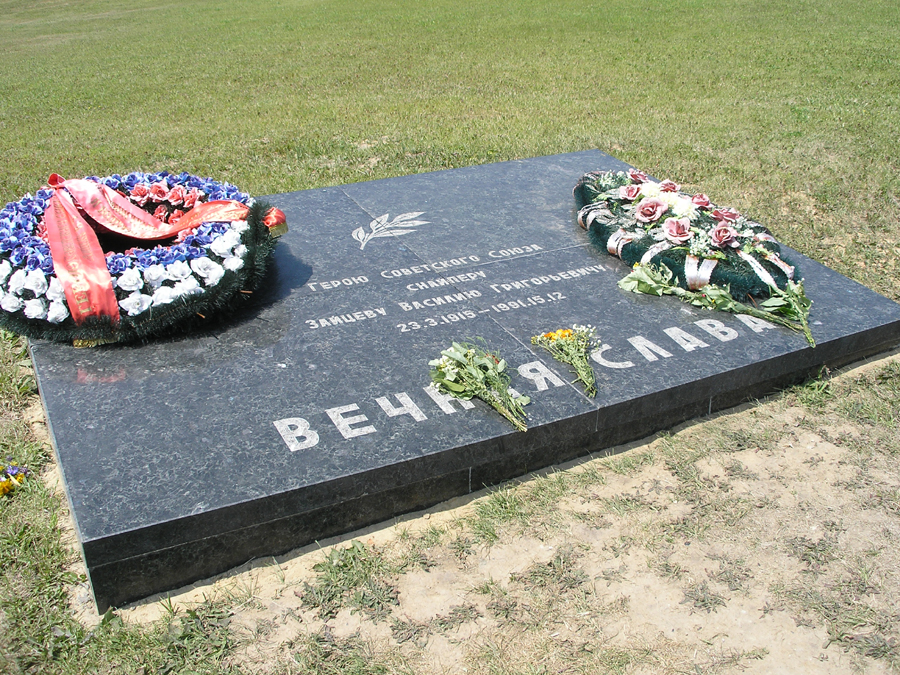
Vaszilij Grigorjevics Zajcev sírja Volgográdban

A háború után egy kijevi textilüzem élére került és itt a városban maradt egészen 76 éves korában bekövetkező haláláig.

## Legenda
A német hadvezetést aggasztotta az orosz lövészek hatékonysága, és állítólag egy német mesterlövészt, Heinz Thorvaldot, az SS zosseni kiképzőiskolájának vezetőjét hívták Sztálingrádba, hogy vadássza le Zajcevet, aki erről a tervről maga is tudomást szerzett. A két katona négy napig próbálkozott a másik megölésével, végül Zajcev járt sikerrel. A történet szerint egymáshoz közeli leshelyeken feküdtek, de nem tudták, hol van a másik. Először Thorvald próbálkozott egy lövészcsellel, ásóval egy sisakot emelt ki a rejtekéből, hogy a másik rálőjön, és felfedje pozícióját, de Zajcev nem dőlt be a cselvetésnek. Végül, két nap várakozás után Zajcev ismételte meg a trükköt, ezúttal egy kesztyűvel. A fáradt Thorvald tüzelt, Zajcev társa pedig hangosan jajgatni kezdett, mintha eltalálták volna. Thorvald nem tudta, hogy ketten vannak, kidugta a fejét a fedezékből, Zajcev pedig homlokon lőtte a német mesterlövészt.
Nagy valószínűséggel ezt a történetet propagandacélból terjesztették, és emiatt került Zajcev emlékirataiba, mert a német hadsereg nem tartott nyilván Heinz Thorvald nevű mesterlövészt.
Valószínűleg ez a párbaj nem, vagy nem így történt meg, esetleg Zajcev és egy ügyes német lövész vadászhattak egymásra. A szovjet propaganda és a történet mégis alapot adott arra, hogy a Paramount Pictures Jean-Jacques Annaud rendezése mellett elkészítse az Ellenség a kapuknál című háborús filmjét. Egyébként Heinz Thorvald puskájának távcsöve, mely állítólag Zajcev legféltettebb hadi trófeája volt, ma is ki van állítva a Moszkvai Hadtörténeti Múzeumban.
2006. január 31-én Vaszilij Zajcevet teljes katonai tiszteletadás mellett újratemették a Mamajev-kurgánon álló emlékműnél. Utolsó kívánsága volt, hogy Sztálingrád védőinek emlékhelyére temessék. Koporsóját az emlékmű mellé helyezték, amelyen Zajcev híres mondata olvasható: „Semmi keresnivalónk nem volt a Volgán túl.”